# Кадо (окръг, Оклахома)
Окръг Кадо (на английски: Caddo County) е окръг в щата Оклахома, Съединени американски щати. Площта му е 3341 km², а населението – 30 150 души (2000). Административен център е град Анадарко.